# Simpulum

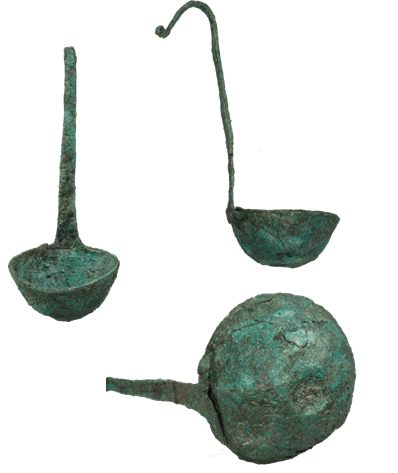
Simpulum de bronce de la primera Edad del Hierro. Font de la Canya - Avinyonet del Penedés.

Un simpulum o simpuvium era un pequeño cazo o cucharón con el mango vertical utilizado por los romanos en las libaciones, aunque ya era usado por fenicios y etruscos como demuestra el hallazgo de simpula de esos orígenes en los yacimientos ibéricos de Les Ferreres en Calaceite (Teruel), Font de la Canya en Avinyonet del Penedés (Barcelona).
Los griegos anteriormente a los romanos utilizaban el Kyathos, utensilio parecido al simpulum. En la península ibérica se han encontrado también simpula itálicos sobre todo en el sur o sudoeste y en la Meseta Central, como el simpulum itálico de Fuente de la Mora en Leganés, Madrid.
Generalmente se usaba para extraer vino de recipientes mayores como  el praefericulum y el capis. También eran usados en actos religiosos y en sacrificios, siendo el símbolo sacerdotal romano y era una de las insignias del Colegio de Pontífices. Se consideraba una práctica privilegiada beber directamente de él.
El simpulum forma parte indiscutible de los accesorios metálicos indispensable para el consumo del vino, generalmente acompañado de la infundibula, que era un pequeño colador.

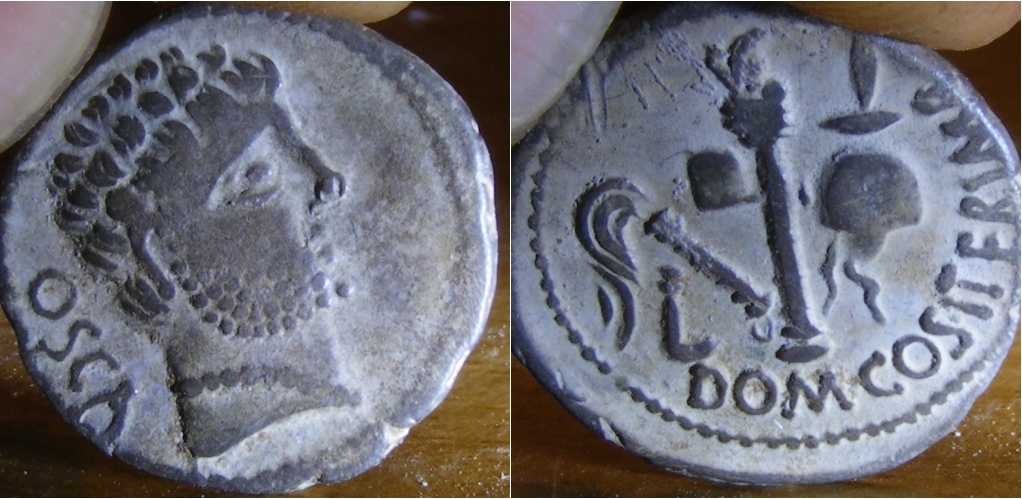
Denario de Osca con simpulum

## Numismática

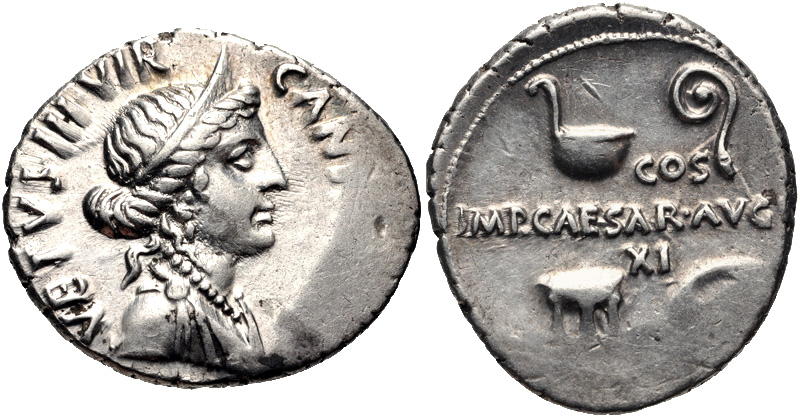
Denario de Augusto con simpulum y lituus en la parte superior del anverso.

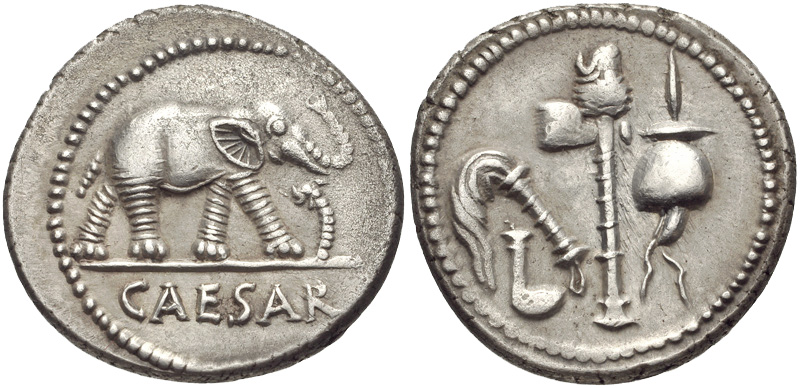
Denario de Julio César. En el reverso, los instrumentos pontificales del pontifex maximus: simpulum, rociador, hacha de sacrificios y gorro de sacrificio de los flámines.

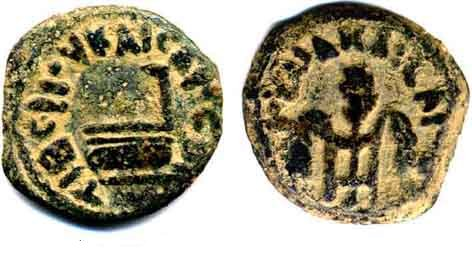
Moneda de bronce acuñada por Poncio Pilato con simpulum en el reverso y espigas de cebada en el anverso.

El simpulum aparece en una moneda de Patras acuñada en tiempos de Augusto situado ante la cabeza de Vesta, como una marca de esa diosa, también en una moneda de la familia de Domiciano. Aparece en la mano de una virgen vestal en las monedas de la dinastía Julio-Claudia.
El simpulum aparece habitualmente representado, a menudo junto al lituus u otros instrumentos augurales en monedas de Julio César, Marco Antonio, Marco Emilio Lépido, Lépido, Augusto, Calígula, Vespasiano, Nerva, Antonino, Marco Aurelio, Caracalla, Publio Septimio Geta, Volusiano, Salonino, Valeriano el Menor, Cneo Domicio Calvino y Poncio Pilato , así como en muchas medallas consulares y coloniales.